# 重庆市监察委员会
重庆市监察委员会，简称重庆市监委，是中华人民共和国重庆市的省级地方国家监察机关，与中国共产党重庆市纪律检查委员会合署办公。

## 历史沿革
2018年2月1日，重庆市监察委员会正式挂牌成立。

## 历任领导
重庆市第五届人大时期监察委员会（任期：2018年2月8日－）
- 主任：陈雍（2018年1月31日－2018年11月30日） → 穆红玉（2019年1月31日－2021年12月30日） → 宋依佳（2022年3月30日－）
- 副主任：陈杰（－2022年6月10日）、王建东、张晋（－2021年7月29日）、刘晓文（2018年10月19日－2021年9月29日）、梅哲（2021年7月29日－）、阚吉林（2021年9月29日－）、彭冲（2022年6月10日－）
- 委员：刘晓文（－2018年10月19日）、刘晓东、杨易（2018年9月29日－2021年5月27日）、张恺、徐晓强（－2020年12月3日）、唐勇（2020年6月5日－）、薛文宬（2021年5月27日－2021年11月25日）、李宏鸣（2021年5月27日－）、骆勇（2021年5月27日－）